# Scylaticodes
Scylaticodes is een vliegengeslacht uit de familie van de roofvliegen (Asilidae).

## Soorten
- S. carrascoi (Artigas, 1974)
- S. cuneigaster (Artigas, 1970)
- S. chilensis (Macquart, 1850)
- S. lugens (Philippi, 1865)